# Gigi’ Friends
A Gigi' Friends Gigi D'Agostino nagylemeze, 2003-ban adták ki az Amerikai Egyesült Államokban.

## Számok listája
1. Around My Dreams (featuring Double U Boys) – 4:32
2. Sara Perche Tiamo (featuring Ricchi & Poveri) – 4:48
3. I Feel Love (featuring Depeche Mode) – 4:39
4. Te Aviso Te Anuncio (featuring Shakira) – 6:13
5. Ne Un Ne 2003 – 4:29
6. Tu Sei L Unica Donna Per Me (featuring Molella) – 5:27
7. Bla Bla Bla 2003 (featuring DJ C7) – 4:24
8. Cada Vez 2003 (featuring Negro Can) – (Long Version) – 7:04
9. Super (Riscaldamento) (featuring Albertino) – 4:02
10. Volare (featuring B1 vs. Maverick) – (Short Edit) – 3:34
11. Put On Your Red Shoes (featuring Ago) – 5:54
12. The Riddle (J&B Original Trance Mix) (Bonus Track) – 6:24
13. La Passion (L'Amor Toujours Version) – 7:37
14. Another Way (L'Amor Toujours Version) – 6:03